# Lília Guerra
Lília Guerra (1976, São Paulo) é uma autora brasileira reconhecida por sua obra O céu para os bastardos.

## Biografia
Lília Guerra é uma autora brasileira, reconhecida por suas obras como O céu para os bastardos. Ela nasceu em São Paulo em 1976, em uma família matriarcal, consistindo de sua mãe, avó e irmã. Guerra nunca conheceu seu pai, ele teve um relacionamento com a sua mãe quando ela era uma adolescente e ele tinha 76 anos, como ela soube através de sua meia-irmã. Ela era próxima à sua avó, a quem ela cuidou em seus anos mais velhos dizendo, “Muito do que eu escrevo são conversas que eu gostaria de ter com pessoas e não consegui. A principal delas é a minha avó, nós passávamos muito tempo sozinhas, conversávamos muito”. Guerra tem duas filhas, Bárbara e Thaís, e tem vivido na cidade de Tiradentes, em este São Paulo, por 24 anos. No momento, Guerra trabalha como uma assistente de enfermagem para o Sistema Único de Saúde (SUS). Antes de ser enfermeira, ela foi uma empregada doméstica como a sua mãe e avó, e descreve-o como um direito de passagem de que suas filhas foram poupadas. Guerra teve um relacionamento íntimo com literatura desde  jovem dizendo “A biblioteca era a minha casa e os livros eram meus brinquedos”.

## Carreira
Guerra começou sua carreira como escritora em 2014, com Amor Avenida, inspirado pela vida da sua mãe e seu relacionamento com o pai de Guerra. Sua coleção de contos curtos, de 2018, Perifobia foi uma finalista do Prêmio Rio de Literatura, em 2019. Em 2021, Rua do larginho foi publicado, um romance que se concentra nos contos de mulheres negras ordinárias trabalhando como empregadas domésticas. Em 2022, Guerra publicou Crônicas para colorir a cidade e Novelas que escrevi para o rádio Vol. 1, 2 e 3. Em setembro de 2023, O céu para os bastardos foi publicado, e é uma finalista do Prêmio São Paulo de Literatura de 2024 que será anunciado em novembro de 2024. Sua obra não publicada Cavco do Oficio foi selecionada como uma das 61 peças para o Prêmio Carolina Maria de Jesus de Literatura Produzida por Mulheres. Ela diz que, muitos da suas obras são dedicados à sua avó Dona Júlia.
Guerra concentra suas obras em mulheres de periferia da sociedade brasileira, descrevendo a razão para chamar todas suas personagens como “A gente já não tem nome, quase nunca. É a moça do café, a tia da limpeza, a moça da merenda. Quero que as pessoas tenham nome, rosto, história.”